# Nabas, Aklan
’Đô thị Nabas' (Filipino: Bayan ng Nabas hay Aklanon và Malaynon: Banwa it Nabas) là một đô thị hạng 4 ở tỉnh Aklan, Philippines. 
Theo điều tra dân số năm 2015, đô thị này có dân số 36.435 người trong.

## Các khu phố (barangay)
Nabas được chia thành 20 khu phố (barangay).
| - Alimbo-Baybay - Buenasuerte - Buenafortuna - Buenavista - Gibon - Habana - Laserna - Libertad - Magallanes - Matabana | - Nagustan - Pawa - Pinatuad - Poblacion - Rizal - Solido - Tagororoc - Toledo - Unidos - Union |